# Boucles d'oreille hellénistiques au musée des Beaux-Arts de Lyon
Les boucles d’oreille, datant de l'époque hellénistique, (IVe siècle-IIIe siècle av. J.-C.) sont en tôle d’or, à protomes de lion. Elles ont une forme circulaire, et font 2,84 cm de hauteur, 2,25 cm de largeur et 1,25 cm d’épaisseur.

## Description de la pièce d’art
Les boucles d'oreille sont divisées en trois parties. Il y a d'abord la tête de lion, qui tient dans sa gueule l’anneau du fermoir. Le travail, comme sur le reste des boucles, est très fin : il y a des stries qui renvoient à la fourrure de l’animal, et les yeux sont creux, laissant supposer qu’il y avait des gemmes de couleurs à  la place. Puis une partie intermédiaire, qui relie la tête de lion à l’anneau, et qui est composée de motifs floraux ou végétaux. À la base de cette partie, on peut voir des godrons dessinés par un fil d’or. Enfin, l’anneau en lui-même, qui est constitué d’un fil d’or torsadé et enroulé et de la partie du fermoir qui vient se glisser dans l’anneau.
Ces boucles d’oreille présentent deux techniques de joaillerie : le filigrane et le repoussé.

## Histoire de la pièce d’art
Ces boucles d’oreille ont été acquises par le musée des Beaux-Arts de Lyon en 1859 chez un antiquaire lyonnais. Elles ont été volées, comme d’autres œuvres que possédait le musée des Beaux-Arts de Lyon, mais elles ont été retrouvées[réf. souhaitée].
Le type même de la boucle d’oreille torsadée se terminant par une tête est un modèle très courant : en effet il se répand dans le monde grec après le Ve siècle av. J.-C. Durant la période hellénistique, les grands centres de production bijoutière sont Antioche et Alexandrie, ainsi que les côtes méridionales de la péninsule italienne, alors appelées Grande-Grèce. Le modèle des boucles d’oreilles est très commun, ce n’est pas une rareté. En effet, on trouve de ce genre de boucle d’oreille un peu partout dans le monde, au British Museum, par exemple : ce ne sont pas des têtes de lion, mais d’autres animaux, ou encore l’anneau n’est pas travaillé de la même manière... 
Le musée des Beaux-Arts de Lyon possède lui-même une autre paire de boucles d’oreilles du même genre, paire qui serait celle de la Vénus de Milo.

### Restauration
Les boucles d'oreille à protomes de lion de la période hellénistique ont été restaurées en 1996, à l’occasion de la réouverture de certaines salles du musée des Beaux-Arts de Lyon. 
Cette restauration a permis de voir qu’elles avaient été copiées : en effet, les restaurateurs ont trouvé des restes de silicone. On peut donc supposer qu’il existe des copies de ces boucles d’oreille quelque part dans le monde. Lors de la restauration, on a aussi découvert de la terre de l’endroit où elles avaient été découvertes.

## Les techniques de fabrication
Ce bijou apporte la connaissance du savoir-faire des artisans orfèvres antiques. Ces artisans exerçaient un grand travail de sculpture sur leurs œuvres, notamment avec la technique de travail de l’or déjà nommée, le filigrane. Le travail de ces bijoutiers est très minutieux, et les détails des bijoux qu’ils façonnent sont si fins qu'il n'est pas possible de les voir sans une loupe, même si ces pièces ont été façonnées à l’œil nu et avec les outils les plus simples.

### Le filigrane

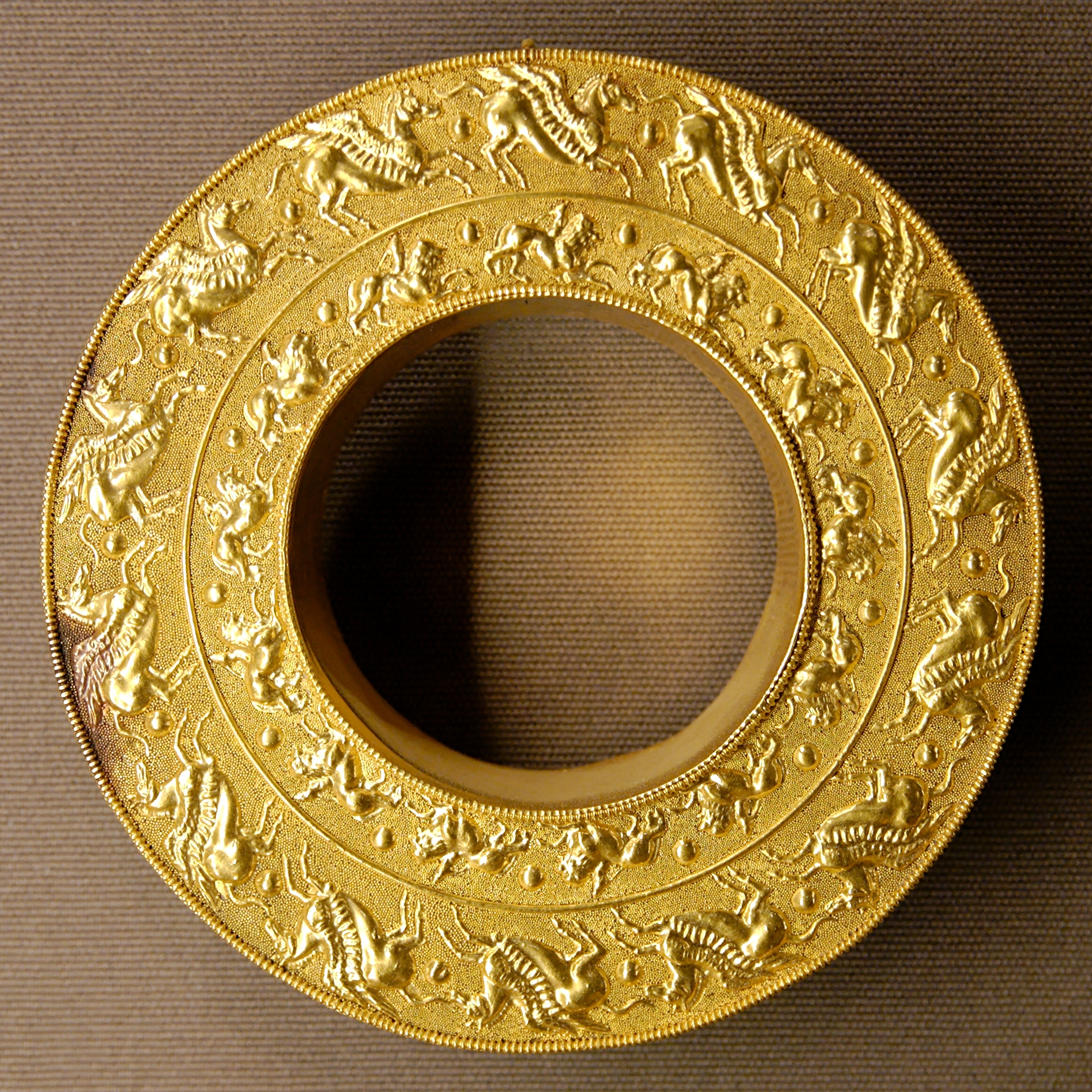
Pegasus reel Louvre Bj1887

La technique du filigrane consiste en la soudure de minces fils de métal, d’or ou d’argent, torsadés ou non, sur une plaque de métal. On retrouve une certaine ressemblance avec la technique de la granulation. Le filigrane produit ce que l’on pourrait appeler un effet « broderie ». Cet ornement est donc composé de fils de métal, fils semblant être constitués de grains accolés plus ou moins gros, grains que l’on obtient par étirage à la filière. Les filigranes sont faits à base de fils étirés à une certaine épaisseur ou d’un ruban enroulé sur lui-même en spirales et passé par la filière. Le fil est par la suite travaillé avec une lime à une gorge creuse, ce qui permet de tracer deux sillons parallèles ou spiroïdaux, selon l’inclinaison de cette lime par rapport au fil. La plupart du temps, on assemble les filigranes en les soudant ou en les appliquant par des clous, des rivets ou des agrafes sur le métal de support. Le métal ressort en formant un relief granulé, à la suite de son écrasement.
Il y a plusieurs types de filigranes :
- Les filigranes « barillés », qui sont des grains allongés,
- Les filigranes « perlés », qui sont des grains sphériques réguliers,
- Les filigranes « spiralés », qui ont l’aspect d’un filetage spiroïdal de vis.

### Le repoussé
La technique du métal repoussé consiste à travailler la feuille de métal sur l’envers, pour repousser les reliefs, puis sur l’endroit, afin de faire ressortir les formes définitives. L’envers du métal présente donc le négatif en creux du motif de l’endroit, ainsi que la marque des outils utilisés. Il y a deux sortes de repoussé : le bas-relief ou le ronde-bosse.

### Générale
- « FILIGRANE, orfèvrerie », Encyclopædia Universalis
- Les Annales Archéologiques Arabes Syriennes XLIX-L (2010), Romain Prévalet
- Sheilandi : «L’art étrusque : la perfection du filigrane»
- Quelques informations sur la technique du métal repoussé